# علم زيمبابوي
اعتمد علم زيمبابوي الحالي في 18 نيسان - ابريل من سنة 1980 ويتألف علم زيمبابوي من سبعة أشرطة أفقية هي الأخضر، الأصفر، الأحمر والأسود على التوالي ويوجد كذلك مثلث باللون الأبيض في الجهة اليسرى من العلم ويحتوي هذا المثلث على نجمة حمراء عليها طير جالس على عشه باللون الأصفر.

## معنى العلم
- الأخضر يرمز إلى الزراعة وإلى المناطق الريفية في زيمبابوي.
- الأصفر يرمز إلى الثروة المعدنية في البلاد.
- الأحمر يرمز إلى الدماء التي سالت من أجل استقلال زيمبابوي عن إنجلترا.
- الأسود يرمز إلى قارة أفريقيا.
- الأبيض يرمز إلى السلام.
- النجمة الحمراء ترمز إلى آمال الأمة وتطلعاتها (وتعكس كذلك إلى أفكار الحزب الحاكم للبلاد).
- الطائر يرمز إلى تاريخ زيمبابوي.

## أعلام سابقة

علم شركة جنوب أفريقيا البريطانية ما بين عامي 1892 - 1923
علم روديسيا الجنوبية ما بين عامي 1923 - 1953
علم لاتحاد المكون بين روديسيا ونياسالاند ما بين عامي 1953 - 1963
علم روديسيا الجنوبية ما بين عامي 1964 - 1968
علم روديسيا ما بين عامي 1968 - 1979
علم روديسيا - زيمبابوي ما بين عامي 1979 - 1980